# Amtsbezirk Voitsberg
Der Amtsbezirk Voitsberg war zwischen 1853 und 1867 eine Verwaltungseinheit im Grazer Kreis in der Steiermark.
Der Amtsbezirk war der Kreisbehörde in Graz unterstellt und besorgte deren Amtsgeschäfte vor Ort. Die Zuständigkeit erstreckte sich neben Voitsberg auf die Ortsgemeinden Aichegg, Arnstein, Bärnbach, Edelschrott, Fluttendorf, Gaisthal, Gallmannsegg, Goisfeld, Grabenwarth, Graden, Graden - Lankowitz, Gradenberg-Lankowitz, Groß-Wölniß, Größnitz, Hallersdorf, Hausdorf, Hirschegg-Piber, Hirschegg-Rein, Hochtregist, Kainach, Kalchberg, Kemetberg, Kirchberg, Klein-Wölniß, Kobwald, Kohlschwarz, Köpling, Kreuzberg, Krottendorf, Lankowitz, Ligist, Lobming, Lobmingberg, St. Martin, Modriach, Moosing, Mooskirchen, Muggaugraben, Neudorf bei St. Johann, Neudorf bei Mooskirchen, Oberdorf, Oberwald, Oswaldgraben, Pack, Piber, Piberegg, Pichling bei Köflach, Pichling bei Mooskirchen, Peuchbach, Raßberg, Salla, Schadendorfberg, Groß-Söding, Klein-Söding, Södlingberg, Stallhofen, Steinberg, Stögersdorf, Thallein, Tregist und Unterwald.